# Knut V. (Dänemark)
Knut V. Magnusson (* vor 1130; † 9. August 1157 in Roskilde) war 1146–1152 und 1154–1157 (Mit-)König von Dänemark aus dem Haus Estridsson.

## Leben

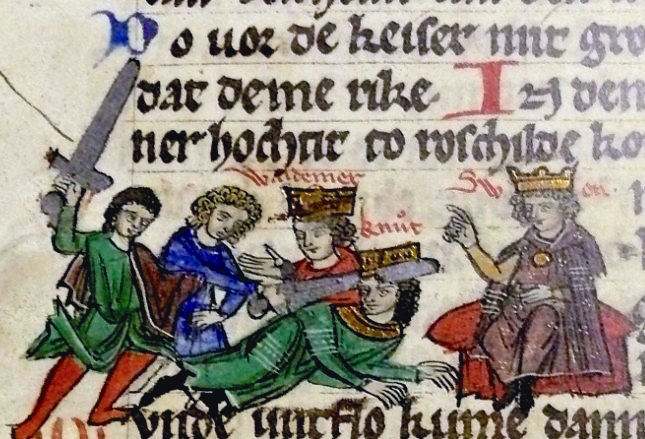
Knut V. wird in Anwesenheit Waldemars I und Svens III. erschlagen. Sächsische Weltchronik, Forschungsbibliothek Gotha, Memb. I 90, f. 131v

Seine Eltern waren Prinz Magnus von Schweden, der Sohn des Königs Niels von Dänemark, und Rikissa von Polen.
Nach dem Tod von König Erich III. Lamm im Jahre 1146 kam es zu Thronstreitigkeiten zwischen Knut und seinem Vetter, dem Prinzen Sven III. Angesichts des bevorstehenden Kreuzzugs gegen die Wenden schlossen sie zunächst Frieden und stellten ein gemeinsames Heer gegen die Slawen auf. Zwei Jahre später gingen die Thronstreitigkeiten weiter. Auf dem Merseburger Reichstag 1152 wurde Knut zum Thronverzicht bewogen und als dänischer Vasall Herzog von Sjælland. Er wurde mit seinem Vetter Sven geladen. Sven kam in Begleitung des Bremer Erzbischofs Hartwig I. von Stade und Knut unter dem Geleit Heinrichs des Löwen. Durch einen Schiedsspruch konnte Friedrich Barbarossa einen Ausgleich zwischen den Widersachern erreichen. Bald kam es zu neuen Zwistigkeiten. Beide versuchten Graf Adolf II. von Schauenburg und Holstein für sich zu gewinnen, der sich für Knut entschied und dafür mit Besitzungen (wohl in Schleswig) belehnt wurde. Knut verbündete sich mit Waldemar, dem Sohn von Knud Lavard, den sein Vater ermordet hatte, und der zuvor Sven unterstützt hatte. Gemeinsam wurden sie 1154 in Viborg zu Königen von Dänemark gewählt, während Sven ins Exil gehen musste. Waldemar I. verlobte sich mit Knuts Halbschwester Sophia. Nach Svens Rückkehr wurde Knut am 9. August 1157 bei einem Fest anlässlich der erfolgreichen Verhandlungen von Sven ermordet.

## Ehe und Nachkommen
Er heiratete Helena, eine Tochter von Sverker I., König von Östergötland und Schweden. Aus der Ehe gingen folgende Kinder hervor:
- Brigitte von Dänemark ⚭ Bernhard, Herzog von Sachsen
- Hildegard von Dänemark (* um 1157) ⚭ Fürst Jaromar I.
- Waldemar (1157–1236); ab 1182 Bischof von Schleswig
- Niels der Heilige (1150–1180); lebte ab früher Jugend monastisch.

## Weblink
- Biographie im Dansk Biografisk Leksikon (dän.)

| Vorgänger | Amt                          | Nachfolger  |
| --------- | ---------------------------- | ----------- |
| Erik III. | König von Dänemark 1137–1146 | Waldemar I. |

| Personendaten    | Personendaten     |
| ---------------- | ----------------- |
| NAME             | Knut V.           |
| ALTERNATIVNAMEN  | Knut V. Magnusson |
| KURZBESCHREIBUNG | dänischer König   |
| GEBURTSDATUM     | vor 1130          |
| STERBEDATUM      | 9. August 1157    |
| STERBEORT        | Roskilde          |